# Капитонов, Николай Михайлович
Николай Михайлович Капитонов (14 декабря 1927 года, село Шармаши, Тюлячинский район, Татарская АССР — 5 января 2009 года, Казань) — советский работник промышленности, бригадир слесарей-сборщиков завода ЭВМ, Герой Социалистического Труда.

## Биография
Родился 14 декабря 1927 года в селе Шармаши Тюлячинского района Татарской АССР.
Трудиться начал в 1942 году, когда шла Великая Отечественная война, в местном колхозе. Работал кузнецом, был награждён медалью «За доблестный труд в Великой Отечественной войне 1941—1945 гг.» В 1948 году был призван на службу в Советскую армию, откуда поступил в военное училище и стал офицером. Когда в 1958 году было принято решение о сокращении численности Вооруженных Сил СССР, демобилизовался из армии и приехал в Казань, где устроился на завод пишущих устройств (позже — Казанский завод пишущих устройств для ЭВМ, затем слитое с Казанским производственным объединением вычислительных систем). Трудился здесь слесарем-сборщиком, руководил бригадой до 1990 года, занимался рационализаторской деятельностью, был наставником молодежи. Коллективу под его руководством второму на предприятии было присвоено звание бригады коммунистического труда.
Занимался общественной деятельностью, был членом райкома и горкома КПСС, Республиканского и Центрального советов Всесоюзного общества рационализаторов и изобретателей. Находился на пенсии. В 1999 году вместе с другими Героями Социалистического труда — Батыршин Накий Хурамшинович, Шаймарданов Галиль Шаймарданович, Гузаиров Камиль Сабирович, Ибатуллин Каримулла Хакимович, Шайхутдинов Ильсур Гарафиевич — снимался на коллективном фото.

## Награды
- 26 апреля 1971 года Н. М. Капитонову было присвоено звание Героя Социалистического Труда с вручением ордена Ленина (за выдающиеся заслуги в выполнении плана VIII пятилетки и организацию производства новой техники).
- Также был награждён медалями «За доблестный труд. В ознаменование 100-летия со дня рождения В. И. Ленина», «Ветеран труда», серебряной и бронзовой медалями ВДНХ СССР.